# فانوس جادویی زمان
فانوس جادویی زمان کتابی از داریوش شایگان است که نویسنده در آن به بررسی زندگی و آثار مارسل پروست با تمرکز بر در جست‌وجوی زمان از دست رفته می‌پردازد. عبدالحسین نیک‌گهر این کتاب را شاهکار می‌داند و می‌گوید: « جز او کس دیگری نمی‌‌توانست این کتاب را بنویسد چرا که تسلط بسیار زیادی روی زبان‌های انگلیسی، فرانسه و آلمانی داشته و هر چه درباره پروست نوشته شده ایشان دیده است.»

## رونمایی
مراسم رونمایی از کتاب در دی ۱۳۹۶ با حضور محمدرضا باطنی، محمود دولت‌آبادی، منصور هاشمی، علی دهباشی و ژاله آموزگار برگزار شد.